# Tommaso Colliva
Tommaso Colliva (Genova, 1981) è un produttore discografico e tecnico del suono italiano, più volte nominato vincitore di un Grammy Award. 
Dischi da lui prodotti hanno vinto premi in ambito musicale come Festival di Sanremo, Targa Tenco, PIMI, Premio Mia Martini, David di Donatello, Nastri D'Argento.

## Biografia
Cresciuto a Lerici, provincia di La Spezia, inizia da adolescente a collaborare con Contatto Radio di Carrara, per poi trasferirsi a Milano, dove frequenta SAE Institute diplomandosi come tecnico del suono. Nel frattempo entra negli studi di registrazione Officine Meccaniche di Mauro Pagani, dove rimane a lavorare dal 2002 al 2006. In quel periodo inizia la collaborazione con gli Afterhours e con i Muse e da allora è fonico e produttore principalmente attivo nella scena alternative.
In Italia ha lavorato con moltissimi artisti tra cui Diodato, Afterhours, Ghemon, Nada, Villabanks, Dargen D'Amico, Tiromancino, Dente, Selton, Roberto Dell'Era, Le luci della centrale elettrica, Mariposa, Tricarico, Mauro Pagani, Eugenio Finardi, Ministri, Punkreas, Francesca Michielin.
Sulla scena internazionale collabora dal 2006 con la band inglese Muse, per la quale cura parte le registrazioni dei dischi Simulation Theory, Drones, The 2nd Law, Black Holes & Revelations, The Resistance e HAARP e di alcuni altri progetti come i brani Who Knows Who, Neutron Star Collision (Love Is Forever) dalla colonna sonora del film The Twilight Saga: Eclipse, New Kind Of Kick.
Altri artisti internazionali con cui ha collaborato sono Twilight Singers, Gutter Twins, Phoenix, Jack Savoretti, Jesus and The Mary Chain, Damon Albarn Fatoumata Diawara, Razorlight, Nic Cester e Franz Ferdinand.
È ideatore e fondatore della band Calibro 35, con cui ha registrato e prodotto album distribuiti in tutto il mondo. La band ha inoltre composto l'intera colonna sonora per la serie Blanca di Jan Michelini ed è stata campionata da Dr. Dre nel disco Compton e da JayZ per il disco Magna Carta.

## Premi
Nel 2011 si aggiudica il premio Marte Award come miglior produttore dell'anno e cura, insieme a Claudia Galal, l'edizione italiana del libro canadese "The New Rockstar Philosophy" di Hoover & Voyno (edito da NdA Press), vincitore del premio Miglior Libro Indipendente al MEI/MEDIMEX 2011.
Nel 2012 vince il Premio Indipendente della Musica Italiana (promosso dal Meeting delle Etichette Indipendenti) come miglior produttore artistico. Sempre nel 2012 il disco Padania degli Afterhours, prodotto, registrato e mixato da Colliva, si aggiudica la Targa Tenco, il premio PIMI e il premio della critica di Musica e Dischi come disco dell'anno. Nello stesso anno il disco The 2nd Law dei Muse, registrato da Colliva, è nominato ai Grammy Award come Best Rock Album.
Nel 2016 Colliva vince un Grammy Award come fonico e co-produttore del disco Drones dei Muse.
Nel 2018, durante la prima edizione del premio Carlo Rossi, vince sia il premio come miglior produttore italiano in assoluto sia il premio come migliore produzione in ambito rock con l'album "Decade" dei Calibro 35. Nello stesso anno vince anche il premio Guido Elmi come produttore dell'anno e sempre nel 2018 il disco "Fenfo" di Fatoumata Diawara, mixato da Colliva, è candidato ai Grammy.
Nel febbraio 2020 il brano "Fai Rumore", interpretato da Diodato e prodotto da Tommaso Colliva, vince il settantesimo Festival di Sanremo aggiudicandosi sia il premio della critica "Mia Martini" sia il premio sala stampa intitolato a Lucio Dalla, oltre al premio Lunezia per il miglior testo. Il brano "Che Vita Meravigliosa", sempre prodotto da Colliva e tratto dal medesimo album di Diodato, è incluso nella colonna sonora del film "La dea fortuna" di Ferzan Ozpetek e si aggiudica sia il David di Donatello che il Nastro d'argento come "Miglior Canzone Originale del 2020".
In gara tra le Nuove Proposte al Festival di Sanremo 2021 il brano "Regina" di Davide Shorty, prodotto da Colliva, si aggiudica il premio Sala Stampa Lucio Dalla, il Premio Lunezia e il Premio Enzo Jannacci.
La Profondità Degli Abissi di Manuel Agnelli, dalla colonna sonora di Diabolik (Manetti Bros), prodotta, registrata e mixata da Tommaso Colliva si aggiudica il premio come miglior canzone originale sia ai David di Donatello 2022, sia ai Nastri D'Argento 2022.
La Mia Terra, brano di Diodato per la colonna sonora del film Palazzina LAF registrato, mixato e prodotto da Colliva, vince il premio come miglior canzone originale ai David di Donatello 2024, ai Ciak D'Oro e ai Nastri D'Argento 2024 nonché il Premio Tenco 2024 come Migliore Canzone Singola  e il premio Amnesty International Italia.

## Discografia
- 2023 - Nouvelles Aventures - Calibro 35 - registrazione, mixaggio, produzione
- 2023 - Italia Pornografica - Paolo Benvegnù - registrazione, mixaggio, produzione
- 2023 - WadiruM - Studio Murena - registrazione, mixaggio, produzione
- 2023 - Globo EP - Ele A - mixaggio
- 2023 - Players Club - Night Skinny - mixaggio
- 2023 - Così Speciale - Diodato - registrazione, mixaggio, produzione
- 2022 - Se Mi Vuoi - Diodato - registrazione, mixaggio, produzione
- 2022 - Miracolosamente Illesi - Tonno - registrazione, mixaggio, produzione
- 2022 - Marionette - Studio Murena feat Danno - registrazione, mixaggio, produzione
- 2022 - Vesuvia - Meg - registrazione, produzione
- 2022 - Botox - Night Skinny - mixaggio
- 2022 - Ama il prossimo tuo come te stesso - Manuel Agnelli - mixaggio, produzione
- 2022 - Sexfestival - VillaBanks - mixaggio
- 2022 - Scacco Al Maestro / Volume 1 e Volume 2- Calibro 35[33] - registrazione, mixaggio, produzione
- 2022 - Meravigliosa - Zen Circus e Ditonellapiaga [34]- registrazione, mixaggio, produzione
- 2022 - Due Girasoli - Galeffi - registrazione, produzione
- 2022 - Salvatore - Paky - mixaggio (3 brani)
- 2022 - Actions and Consequences - Chris Obehi - mixaggio
- 2022 - Megappa - Fast Animals and Slow Kids - registrazione, mixaggio, produzione
- 2022 - Fegato Spappolato - Rkomi e Calibro 35 - registrazione, mixaggio, produzione
- 2022 - Twist Into Any Shape - C'mon Tigre - mixaggio
- 2022 - Tempisticamente - Folcast - registrazione, mixaggio, produzione
- 2021 - "La profondità degli abissi" / "Pam pum pam" - Manuel Agnelli - registrazione, mixaggio, produzione
- 2021 - Blanca[35] - Calibro 35[33] - registrazione, mixaggio, produzione
- 2021 - "Amore Vero" e "Fegato" - Erio - mixaggio
- 2021 - "Valencia" e "Amaro Mio" - Bengala Fire - mixaggio, coproduzione
- 2021 - Non c'è spazio per le foto - Kaze - registrazione, mixaggio, produzione
- 2021 - Post Momentum - Calibro 35[33] - registrazione, mixaggio, produzione
- 2021 - Do I Love You - Jaded Hearts Club Band - registrazione, arrangiamento
- 2021 - Nudo - VillaBanks - mixaggio
- 2021 - Vyvyd - New Candys - mixaggio
- 2021 - L'uomo dietro il campione - Diodato - registrazione, mixaggio, produzione
- 2021 - Senti che musica - Folcast e Roy Paci - registrazione, mixaggio, produzione
- 2021 - Filtri - VillaBanks - mixaggio
- 2021 - Kita - Kita - registrazione, mixaggio, produzione [36]
- 2021 - Sei Acqua - Venerus - registrazione, co-produzione
- 2021 - Benvenuti - Selton - registrazione, mixaggio, produzione
- 2021 - Santa Marinella - Fulminacci - registrazione, mixaggio, produzione
- 2021 - Crashing Down - Judi Jackson[37] - registrazione, mixaggio, produzione
- 2020 - Un'Altra Estate - Diodato - registrazione, mixaggio, produzione
- 2020 - Scopriti - Folcast - registrazione, mixaggio, produzione
- 2020 - Regina - Davide Shorty - registrazione, mixaggio, produzione
- 2020 - Ogni cosa sa di te - Greta Zuccoli - registrazione, mixaggio, produzione
- 2020 - Stato di Natura - Francesca Michielin - registrazione, mixaggio, produzione
- 2020 - Bir Zamanlar Simdi - Ilhan Ersahin’s Istanbul Sessions - registrazione, mixaggio, produzione
- 2020 - Mad About It / Say Something - Emma McGrath - mixaggio
- 2020 - Fammi Scrollare - Selton & Willie Peyote - mixaggio
- 2020 - Try To Find A Way - Kita - registrazione, mixaggio, produzione
- 2020 - Call Me By Your Name - Thomas Dybdahl feat Calibro 35- registrazione, mixaggio, produzione
- 2020 - El Puto Mundo - VillaBanks - mixaggio
- 2020 - Who Are The Girls - Nova Twins - mixaggio
- 2020 - Estate - Selton & Priestess - mixaggio
- 2020 - Maledetta - Giorgieness - mixaggio
- 2020 - Eyes On The Horizon - Nic Cester - mixaggio, produzione
- 2020 - Momentum - Calibro 35 - registrazione, mixaggio, produzione
- 2020 - Che Vita Meravigliosa - Diodato - registrazione, mixaggio, produzione
- 2020 - Scritto Nelle Stelle - Ghemon - registrazione, mixaggio, produzione
- 2020 - Tutto Stanotte - DRAGO - registrazione, mixaggio, produzione
- 2019 - Plantasia - Esecutori di Metallo su Carta - registrazione, mixaggio
- 2019 - Origin Of Muse - Muse - restauro, supervisione, mixaggio
- 2019 - Guitarhythm VI - Hotei - registrazione, mixaggio, produzione
- 2019 - Yukadans - Ayukka -  mixaggio
- 2019 - Echoes - Farhan Akhtar - registrazione, mixaggio, produzione[38]
- 2019 - Fall with You / Other Side - Emma McGrath - mixaggio
- 2019 - Ipanema - Selton - registrazione, mixaggio, co-produzione
- 2019 - Yadigar - Ringo Jets - registrazione, mixaggio, co-produzione
- 2019 - Sono Vivo - Punkreas - registrazione, mixaggio, co-produzione
- 2019 - Smiths - The Winstons - mixaggio
- 2019 - Racines - C'mon Tigre - mixaggio
- 2019 - Rose Viola - Ghemon - registrazione, mixaggio, co-produzione[39]
- 2019 - Fortuna - Emma - registrazione[40]
- 2018 - Simulation Theory - Muse - registrazione, produzione, supervisione mastering[41]
- 2018 - Olympus Sleeping - Razorlight -  registrazione, mixaggio, produzione[42]
- 2018 - Spool - Husky Loops -  registrazione, mixaggio, produzione[43]
- 2018 - Fenfo - Fatoumata Diawara - mixaggio
- 2018 - O Katha: Tales of This Telugu Man - Alluri -  registrazione, mixaggio, produzione[44]
- 2018 - When I Come Home - Husky Loops  -  registrazione, mixaggio, produzione
- 2018 - Love You Better - Emma McGrath  -  mixaggio
- 2018 - Acoustic EP - Twin Wild - mixaggio
- 2018 - Decade - Calibro 35 -  registrazione, mixaggio, produzione
- 2018 - Mood Swings - Nova Twins -  mixaggio
- 2017 - "...Presents The Orchestra of Syrian Musicians", Africa Express - mixaggio, produzione[14]
- 2017 - Sugar Rush, Nic Cester -  registrazione, mixaggio, produzione[45]
- 2017 - Mezzanotte - Ghemon - registrazione, mixaggio, produzione[46]
- 2017 - Manifesto Tropicale - Selton -  registrazione, mixaggio, produzione
- 2017 - You, The Kolors - produzione
- 2017 - Variazioni - Dargen D'Amico con Isabella Turso coregistrazione, co-produzione
- 2017 - Damage and Joy, Jesus & The Mary Chain-  mixaggio[13]
- 2016 - Southern Star - Emma Tricca & Jason Mcniff - registrazione, mixaggio, produzione[47]
- 2016 - New Kind Of Kick, Muse - registrazione, co-produzione
- 2016 - CLBR35: Live From S.P.A.C.E. - Calibro 35 -  registrazione, mixaggio, produzione
- 2016 - Folfiri o Folfox - Afterhours -  registrazione, mixaggio, produzione
- 2016 - Le storie che ci raccontiamo - Perturbazione -  registrazione, mixaggio, produzione
- 2015 - Adagio Furioso - Ronin  -  mixaggio
- 2015 - S.P.A.C.E. - Calibro 35 -  registrazione, mixaggio, produzione
- 2014 - ORCHIdee, Ghemon -  registrazione, mixaggio, produzione
- 2014 - Heart and Spine, Frankie Chavez -  mixaggio
- 2014 - Almanacco del giorno prima, Dente -  registrazione, mixaggio
- 2014 - Costellazioni, Le luci della centrale elettrica -  registrazione, mixaggio
- 2014 - Occupo Poco Spazio, Nada -  registrazione, mixaggio
- 2014 - Lupi, MasCara -  mixaggio
- 2014 - Una galassia nell'armadio, Nicolò Carnesi -  registrazione, mixaggio, produzione
- 2014 - Sirena, Leo Pari -  mixaggio
- 2014 - The cold summer of death, Junkfood -  registrazione, mixaggio, produzione
- 2014 - The Ringo Jets, The Ringo Jets -  registrazione, mixaggio, produzione
- 2014 - Il primo disco era meglio, Majakovich -  registrazione, mixaggio, produzione
- 2013 - Live at Rome Olympic Stadium, Muse -  registrazione, supervisione audio
- 2013 - Ancora ridi, Il Muro del Canto -  mixaggio
- 2013 - Opera, Zeus! -  registrazione, mixaggio, produzione
- 2013 - Per un passato migliore, i Ministri -  registrazione, mixaggio, produzione
- 2013 - Saudade, Selton -  mixaggio, produzione
- 2013 - Said, Calibro 35 -  registrazione, mixaggio, produzione
- 2013 - Traditori di tutti, Calibro 35 -  registrazione, mixaggio, produzione
- 2012 - The 2nd Law, Muse -  registrazione, mixaggio, produzione addizionale
- 2012 - Fenice, Ronin -  mixaggio
- 2012 - Meet Some Freaks on Route 66 di Afterhours - mixaggio
- 2012 - Ogni riferimento a persone esistenti o a fatti realmente accaduti è puramente casuale di Calibro 35 - registrazione, mixaggio, produzione
- 2012 - Padania di Afterhours -  registrazione, mixaggio, produzione
- 2012 - Concordia, Foxhound -  mixaggio
- 2012 - Dentro i battimenti delle Rondini, Craxi -  registrazione, mixaggio, produzione
- 2012 - You Should Reproduce, Honeybird and the Birdies -  mixaggio
- 2011 - Dalla parte di Rino - Tricarico - registrazione e mixaggio
- 2011 - Dynamite Steps - Twilight Singers - registrazione e mixaggio
- 2011 - I miei migliori amici immaginari - Valerio Millefoglie - registrazione e mixaggio
- 2011 - L'imbarazzo - Tricarico - registrazione e mixaggio
- 2011 - Carne con gli occhi, Marta sui Tubi -  registrazione, mixaggio, produzione
- 2011 - Colonna Sonora Originale, Roberto Dell'Era -  registrazione, mixaggio, produzione
- 2011 - Io tra di noi di Dente - registrazione, mixaggio, produzione
- 2011 - Semmai Semiplay, Mariposa -  mixaggio
- 2010 - Tiromancino - L'Essenziale -  mixaggio [6]
- 2010 - Il lato beat Vol. 1 - Calibro 35 e Roberto Dell'Era  registrazione, mixaggio, produzione
- 2010 - Rare dei Calibro 35 -  registrazione, mixaggio, produzione
- 2010 - Ritornano quelli di... - Calibro 35 - registrazione, mixaggio, produzione
- 2010 - Neutron Star Collision (Love Is Forever) - Muse -  registrazione
- 2010 - Romanzo criminale - Il CD  - registrazione, mixaggio, produzione
- 2010 - Selton - Selton - registrazione, mixaggio, produzione
- 2009 - Death Wish - Calibro 35 -  registrazione, mixaggio, produzione
- 2009 - The Resistance - Muse -  registrazione
- 2009 - Tempi Meravigliosi - Francesco Forni -  mixaggio
- 2008 - Calibro 35 - Calibro 35 -  registrazione, mixaggio, produzione
- 2008 - I milanesi ammazzano il sabato - Afterhours -  registrazione, mixaggio, produzione
- 2008 - Personaggio - Patrizia Laquidara -  registrazione, mixaggio, produzione
- 2005 - Kobayashi - Kobayashi -  mixaggio
- 2007 - Un Uomo - Eugenio Finardi -  registrazione e mixaggio
- 2007 - Non usate precauzioni/Fatevi infettare (1985-1997) - Afterhours -  mixaggio
- 2007 - Io non tremo (1997-2006) - Afterhours -  mixaggio
- 2006 - Black Holes & Revelations - Muse -  registrazioni addizionali
- 2006 - Emmablu - Emmablu -  registrazione e mixaggio
- 2006 - Sorry Angel - Franz Ferdinand e Jane Birkin  -  registrazione
- 2006 - Powder Burns - Twilight Singers - registrazione
- 2005 - Anima Blues - Eugenio Finardi -  registrazione e mixaggio
- 2005 - Infantili e crudeli - Kobayashi -  registrazione, mixaggio, produzione
- 2005 - Ballate per piccole iene - Afterhours -  registrazioni addizionali

### Colonne sonore
- 2022 - Zaynab, una calciatrice in fuga dai taliban - compositore, fonico e produttore
- 2022 - Save the Genitori: il podcast sulla genitorialità - compositore, fonico e produttore
- 2021 - Blanca - La Serie di Jan Michelini[35]- Calibro 35[33] - registrazione, mixaggio, produzione
- 2019 - Playground Addiction di Carlo Furgeri -  compositore, fonico e produttore [48]
- 2014 - Sogni di Gloria di John Snellinberg -  fonico e produttore
- 2011 - Vallanzasca - Gli angeli del male di Michele Placido -  fonico e produttore
- 2010 - R.E.D. di Robert Schwentke -  fonico e produttore
- 2010 - La banda del Brasiliano di John Snellinberg -  fonico e produttore
- 2009 - Said di Joseph Lefevre -  fonico e produttore